# Бедренец ветвистый
Бе́дренец ветвистый (лат. Pimpinella ramosa) — многолетнее травянистое растение, вид рода Бедренец (Pimpinella) семейства Зонтичные (Apiaceae).

## Распространение и экология
Ареал вида охватывает Малую Азию. Описан из Мелязгерта.
Произрастает на каменистых склонах.

## Биологическое описание
Корень толщиной 1—2 см; корневая шейка плотно одета волокнистыми бурыми остатками черешков отмерших листьев. Стебли высотой 30—40 см, в числе нескольких или одиночные, толщиной 0,4—1 см, внутри плотные, от основания или почти от середины обильно ветвистые, с многочисленными, косо вверх направленными очерёдными, супротивными или мутовчатыми ветками.
Прикорневые листья рано увядающие, многочисленные, продолговатые, длиной 7—10 см, шириной 1,3 см, на черешках длиннее пластинки, последняя дважды перисто-рассечённая с острыми, ланцетовидно-клиновидными или почти линейными долями, длиной 1—1,5 см, шириной 1—5 мм. Стеблевые — многочисленные, более мелкие и менее рассечённые, сидячие на расширенном влагалище.
Зонтики 3—6 см в поперечнике, с 10—20 шероховато-опушенными неодинаковыми по длине лучами; зонтички в поперечнике 0,5—0,8 см. Обёртки из 5—7 линейных заострённых, жестковато-опушённых, по краю ресничатых листочков, равных половине длины лучей зонтика; обёрточка из 5—7 линейно-ланцетовидных заострённых, почти равных зонтичку или немного более коротких, ресничатых листочков. Лепестки белые, на спинке шероховатые или почти голые.
Зрелые плоды не известны.

## Таксономия
Вид Бедренец ветвистый входит в род Бедренец (Pimpinella) семейства Зонтичные (Apiaceae) порядка Зонтикоцветные (Apiales).
|  |                                      |  |                                                             |                                                             |                     |  | ещё 8 семейства (согласно Системе APG II) | ещё 8 семейства (согласно Системе APG II) |                        |  |  |  | ещё около 150 видов |
|  |                                      |  |                                                             |                                                             |                     |  | ещё 8 семейства (согласно Системе APG II) | ещё 8 семейства (согласно Системе APG II) |                        |  |  |  | ещё около 150 видов |
|  |                                      |  |                                                             | порядок Зонтикоцветные                                      |                     |  |                                           |                                           | род Бедренец           |  |  |  |                     |
|  |                                      |  |                                                             | порядок Зонтикоцветные                                      |                     |  |                                           |                                           | род Бедренец           |  |  |  |                     |
|  | отдел Цветковые, или Покрытосеменные |  |                                                             |                                                             | семейство Зонтичные |  |                                           |                                           | вид Бедренец ветвистый |  |  |  |                     |
|  | отдел Цветковые, или Покрытосеменные |  |                                                             |                                                             | семейство Зонтичные |  |                                           |                                           |                        |  |  |  |                     |
|  |                                      |  | ещё 44 порядка цветковых растений (согласно Системе APG II) | ещё 44 порядка цветковых растений (согласно Системе APG II) |                     |  |                                           | ещё более 300 родов                       | ещё более 300 родов    |  |  |  |                     |
|  |                                      |  |                                                             | ещё 44 порядка цветковых растений (согласно Системе APG II) |                     |  |                                           |                                           | ещё более 300 родов    |  |  |  |                     |